# Наставак слиједи
„Наставак слиједи” је југословенски ТВ филм из 1966. године. Режирала га је Љиљана Билуш а сценарио је написао Мишел Арно.

## Улоге
| Глумац           | Улога |
| ---------------- | ----- |
| Реља Башић       |       |
| Јурица Дијаковић |       |
| Ђурђа Ивезић     |       |
| Ана Карић        |       |
| Мирко Војковић   |       |